# Gardenia hainanensis
Gardenia hainanensis är en måreväxtart som beskrevs av Elmer Drew Merrill. Gardenia hainanensis ingår i släktet Gardenia och familjen måreväxter. Inga underarter finns listade i Catalogue of Life.